# Sandbergia perplexa
Sandbergia perplexa är en korsblommig växtart som först beskrevs av L.F. Henderson, och fick sitt nu gällande namn av Al-shehbaz. Sandbergia perplexa ingår i släktet Sandbergia och familjen korsblommiga växter. Inga underarter finns listade i Catalogue of Life.